# Hitomi Yoshida
Hitomi Yoshida (吉田 仁美 Yoshida Hitomi?) es una seiyū japonesa nacida el 13 de julio de 1984 en la Prefectura de Chiba. Entre otros papeles, ha interpretado a Haru Miura de la serie Katekyō Hitman Reborn!.
El 13 de julio de 2016 anunció en su blog personal su casamiento.

## Roles interpretados

### Series de Anime
2006
- Katekyō Hitman Reborn! como Haru Miura

2008
- Wagaya no oinari-sama como Sainoki

2010
- Shin Koihime Musō: Otome Tairan como Chōrin (Chen Lin)

2011
- Jewelpet Sunshine como Yuku

2013
- Jewelpet Happiness como Yuku
- Yu-Gi-Oh! 5D's como Luciano

2014
- Happiness Charge PreCure! como Ohana/Cure Sunset

2016
- Occultic;Nine como Miyū Aikawa

### OVAs
2011
- Shin Koihime Musō: Otome Tairan como Chōrin (Chen Lin)

### Películas
2015
- Digimon Adventure tri. Saikai como Mimi Tachikawa

2016
- Digimon Adventure tri. Ketsui como Mimi Tachikawa
- Digimon Adventure tri. Kokuhaku como Mimi Tachikawa

## Música

### Futari wa Pretty Cure
Interpretó los endings de las siguientes temporadas:
- Doki Doki! PreCure: Kono Sora no Mukou (utilizado en la película Pretty Cure All Stars New Stage 2: Amigas del corazón) y Love Link.[3][4]
- Happiness Charge PreCure!: Precure Memory y Party Has Come.[5]
- Smile PreCure!: Yay! Yay! Yay! (apareció en la película Precure All Stars New Stage: Amigas del futuro) y Mankai * Smile (este último también apareció en la película Smile Precure! Ehon no naka wa minna chiguhagu!).[6][7][8]

### Sora no Otoshimono
Formando parte del dúo Blue Drops con Saori Hayami interpretaron:
- Sora no Otoshimono: Ring My Bell (opening) y Soba ni Irareru dake de (primer ending).[9]
- Sora no Otoshimono: Forte: Heart no Kakuritsu (segundo opening), Kaeru Kara (primer ending) y COSMOS (segundo ending).[10]
- Sora no Otoshimono Final: Eternal My Master: Always Smiling y Erase.[11]
- Sora no Otoshimono Gekijōban: Tokei-Jikake no Angeloid: SECOND y Sora to Maboroshi.[12]

### Otras interpretaciones
- Cantó a dúo con Yūna Inamura el sexto ending de la serie Katekyō Hitman Reborn!: Friend.[13]
- Para la serie Wagaya no oinari-sama interpretó el opening KI-ZU-NA ~Haruka Naru Mono e junto con Sora Izumikawa.[14]
- En el OVA Sylvanian Families interpretó el opening homónimo.[15]
- Ha participado en los musicales de Hakuōki.

## Trabajos en Animación

### Studio Jack
- GA: Geijutsuka Art Design Class
- Inazuma Eleven GO
- Inazuma Eleven GO Chrono Stone
- Jewelpet Sunshine
- Ore-tachi ni Tsubasa wa Nai
- Pokémon: Negro y Blanco
- Trigun: Badlands Rumble

### Otros trabajos
Trabajó en la producción de:
- Blue Gender: episodio 10
- Tenchi Muyō: Manatsu no Eve